# Los actos y hazañas valerosas del capitán Diego Hernández de Serpa
Los actos y hazañas valerosas del capitán Diego Hernández de Serpa, es un poema épico manuscrito por el autor español Pedro de la Cadena. Se trata del primer poema de tema venezolano y posiblemente el poema más antiguo escrito en América en una lengua europea.
Fue escrito entre 1563 y 1564 en Ecuador y relata las hazañas de Hernández de Serpa desde 1528 en la Isla de Cubagua, Venezuela, hasta 1553.